# 北陸先端科学技術大学院大学
北陸先端科学技術大学院大学（ほくりくせんたんかがくぎじゅつだいがくいんだいがく、英語: Japan Advanced Institute of Science and Technology）は、日本の国立大学。石川県能美市に本部を置く。
国立大学法人北陸先端科学技術大学院大学が運営する大学院大学である。略称はJAIST（ジャイスト）。

## 概観

### 設立
東京工業大学が計画立案を行い、同大学の名誉教授であった慶伊富長（のちに本学初代学長）が先端科学技術大学院準備調査室長に就任。1990年に日本で最初の先端科学技術大学院大学として開学した。旧帝大や旧官立大学をはじめとする、一部の国立大学での大学院重点化・大学院部局化が実施されるよりも前に創設された、学士課程を持たない国立の大学院大学の一つである。独立した研究教育組織とキャンパスを持つ。
計画当初、キャンパスは関東地方（埼玉県近辺）に建設し「日本先端科学技術大学院大学」とする予定だった。計画の途中でキャンパスの建設地が森喜朗らの尽力により石川県能美郡辰口町（現・能美市）に変更になったために「北陸先端科学技術大学院大学」に名称変更された。現在でも大学の英語名は"Japan Advanced Institute of Science and Technology"と国名 (Japan) を冠しており、計画当初の名残が残っている。
主に、産官学連携をはじめとする高度な科学技術に関する研究開発を行っている。最先端の科学技術の追究とともに、大学院大学のパイロットスクールとしての役割を開学以来継続して担ってきた。
いしかわサイエンスパークの中核を成す教育研究機関でもある。

### 情報環境設備
インターネット・サービス・プロバイダと同等の学内情報ネットワーク設備（学内情報ネットワーク自体が独立した自律システムとして設計されており、インターネットの中核を担うBGPの運用が行われている。学内情報ネットワークには2つのAS番号である17932,55384が付与されている。
スーパーコンピュータ（CRAY社製、SGI社製等）等の情報環境が整備されている。NICTのプロジェクトにJAISTが参加する形になっているが、研究用のIaaSである「StarBED」の研究・開発・運用も行っており、書類審査を通過すればインターネット・エミュレーションも可能である。また、没入型3次元仮想現実体感システムCAVEなどもある。このように、JAISTの情報環境は国内の大学の中では有数といえる。
学内のほとんどの諸施設・設備は、附属図書館をはじめ24時間365日利用できるように開放されており、研究・教育活動はもちろんのこと、レクリエーション活動でも大学院生の自主的な活動が可能となっている。
入学後に学生個人用のFTPアカウントも用意され、そのFTPアカウントに向けてファイルをアップロードすることで、学生個人の活動を対外的に紹介するWebサイトの公開も可能である。

### 立地と気候
大学本部と、様々な研究室や研究設備が設置されているJAIST石川キャンパスは、石川県能美市の丘陵地に所在している。冬季の1月から3月に掛けて、北陸地方では大量の積雪があり、JAIST石川キャンパス内でも積雪が70cm以上に達することがある。そのような場合には外出が危険であるため講義が休講になり、公共交通機関も運行休止になる場合がある。
東京都品川区品川の品川インターシティにもサテライトキャンパスを持ち、社会人学生への講義やシンポジウム・セミナー等を頻繁に開催している。

### 教育制度
入学した学生にはコースワーク重視の重厚なカリキュラムを課す。カリキュラムは高度に体系化されており、シラバス（講義要綱）も大学ウェブサイトを通じて一般公開されている。講義は一期2ヶ月の4期（クォーター）制を採用している。また、大学独自の教育制度として主テーマ（修士論文・博士論文）以外に副テーマの研究が義務づけられており、修了要件に含まれている。

### 外部貢献
知名度向上と地域貢献のため、大学関係者による大学院説明会やサイエンス・フェスティバルなどを頻繁に開催している。また、sourceforge.netにミラーサーバ（ftp.jaist.ac.jp）を提供している。

### 大学評価
「2025年QS世界大学ランキング 」の評価において、分野別ランキング(コンピュータサイエンス・情報システム)では451位～500位。国内大学の中では、九州大学、名古屋大学、筑波大学に次ぎ、11位である。

### 入試倍率
第３期の国立大学法人評価において、北陸先端科学技術大学院大学が大学改革支援・学位授与機構に提出した中期目標の達成状況報告書（2022年６月）には、2017年度以降5年連続で入試倍率は2倍を超え、入学定員充足率の安定化や優秀な学生の選抜にも繋がったとの記載がある。

## 象徴

### 理念と目標
理念
北陸先端科学技術大学院大学は、豊かな学問的環境の中で世界水準の教育と研究を行い、科学技術創造により次代の世界を拓く指導的人材を育成する。
目標
- 先進的大学院教育を組織的・体系的に行い、先端科学技術の確かな専門性とともに、幅広い視野や高い自主性、コミュニケーション能力をもつ、社会や産業界のリーダーを育成する[8]。
- 世界や社会の課題を解決する研究に挑戦し、卓越した研究拠点を形成すると同時に、多様な基礎研究により新たな領域を開拓し、研究成果の社会還元を積極的に行う[8]。
- 海外教育研究機関との連携を通して学生や教員の交流を積極的に行うとともに、教育や研究の国際化を推進し、グローバルに活躍する人材の育成を行う[8]。

## 年表
- 1987年（昭和62年）5月 - 文部省に先端科学技術大学院構想調査に関する調査研究協力者会議を設置[9]。
- 1990年（平成2年）
  - 4月 - 東京工業大学に北陸先端科学技術大学院準備調査室・委員会を設置[9]。
  - 10月1日 - 開学[10]。当初は情報科学研究科のみ。附属図書館を設置[9]。
- 1991年（平成3年）4月 - 材料科学研究科および情報科学センター設置[9]。
- 1992年（平成4年）4月 - 新素材センターを設置[9]。
- 1993年（平成5年）4月 - 先端科学技術研究調査センターを設置[9]。
- 1994年（平成6年）6月 - 保健管理センターを設置[9]。
- 1996年（平成8年）
  - 4月 - 附属図書館を開館[9]。
  - 5月 - 知識科学研究科を設置[9]。
- 1998年（平成10年）4月 - 知識科学教育研究センターを設置[9]。
- 2001年（平成13年）11月 - 遠隔教育研究センター、インターネット研究センターを設置[9]。
- 2002年（平成14年）
  - 4月 - 新素材センターをナノマテリアルテクノロジーセンターに改組[9]。
  - 9月 - ベンチャー・ビジネス・ラボラトリーを設置[9]。
- 2003年（平成15年）10月 - IPオペレーションセンター、科学技術開発戦略センターを設置[9]。技術経営コースを開講。
- 2004年（平成16年）
  - 4月 - 国立大学法人化[9]。
  - 11月 - 安心電子社会研究センターを設置[9]。
- 2006年（平成18年）4月 - 材料科学研究科をマテリアルサイエンス研究科に改称[9]。
- 2007年（平成19年）
  - 4月 - 先端融合領域研究院を設置[9]。
  - 9月 - 高信頼組込みシステム教育研究センターを設置[9]。
- 2008年（平成20年）- 各研究科を1専攻に改組[注 1]。
  - 3月 - 科学技術開発戦略センターを廃止[9]。
  - 4月 - 地域・イノベーション研究センターを設置[9]。
- 2009年（平成21年）- サービス経営コースを開講。
  - 4月 - グローバルコミュニケーションセンターを設置、IPオペレーションセンターを先端科学技術研究調査センターへ統合、安心電子社会研究センターを安心電子社会教育研究センターへ改組[9]。
- 2010年（平成22年）- 先端知識科学コースを開講。
  - 4月 - 先端領域社会人教育院、大学院教育イニシアティブセンター、キャリア支援センター、ソフトウェア検証研究センターを設置[9]。
- 2011年（平成23年）
  - 4月 - 先端領域基礎教育院、グリーンデバイス研究センター、知能ロボティクスセンター、バイオアーキテクチャ研究センター、高資源循環ポリマー研究センターを設置、情報科学センターを情報社会基盤研究センターへ、知識科学教育研究センターをライフスタイルデザイン研究センターへ、インターネット研究センターを高信頼ネットワークイノベーションセンターへ改組[9]。
  - 7月 - JAISTギャラリーを設置[9]。
- 2012年（平成24年）4月 - シミュレーション科学研究センター、サービスサイエンス研究センターを設置、先端科学技術研究調査センターを産学官連携総合推進センターへ、地域・イノベーション研究センターを地域イノベーション教育研究センターへ改組[9]。
- 2013年（平成25年）4月 - JAISTイノベーションプラザを設置[9]。
- 2014年（平成26年）7月 - 産学連携本部を設置[9]。
- 2015年（平成27年）
  - 4月 - 留学支援センターを設置[9]。
  - 10月 - シングルナノイノベーティブデバイス研究拠点、高性能天然由来マテリアル開発拠点を設置[9]。
- 2016年（平成28年）4月 - 国際連携本部、グローバルコミュニケーションセンター、イノベーションデザイン国際研究センター、理論計算機科学センター、エンタテインメント科学センターを設置、知識科学研究科、情報科学研究科、マテリアルサイエンス研究科を統合し、先端科学技術研究科とする[9]。
- 2017年（平成29年）4月 - 地域連携推進センター、エクセレントコア推進本部を設置、産学連携本部を産学官連携本部へ、産学官連携総合推進センターを産学官連携推進センターへ改組[9]。
- 2018年（平成30年）12月14日 - 体育館を新設[11]。
- 2019年（平成31年）- 日本総合研究所や能美市と農村のデジタルトランスフォーメーション（DX）を推進する覚書を締結[12]。
- 2021年 （令和3年）
  - 4月8日 - 日本総研と北陸地域のイノベーション創出に向けた覚書を締結[12]。
  - 4月16日 - 企業や地域社会を支援するデジタル化支援センター、情報環境・DX統括本部、遠隔教育研究イノベーションセンターを開設[13]。

## 所在地
石川キャンパス
- 石川県能美市旭台1丁目1
  - シャトルバス「JAIST Shuttle」が運行されており、小松駅からの小松線（訪問先を通じた事前予約が必要）と鶴来駅からの鶴来線（予約不要）の2路線がある。
  - 北鉄バス北陸先端科学技術大学院大学バス停は2023年3月末で廃止された[14]。

金沢駅前オフィス
- 石川県金沢市本町二丁目15-1 ポルテ金沢9階

東京サテライト
- 東京都港区港南二丁目15-1 品川インターシティA棟19階

## 組織

### 研究科・専攻・領域
2016年度より既存の3つの研究科が1研究科1専攻に統合・再編され、その下に9つの領域が設けられている。また、修了する大学院生に授与する修士号・博士号は、大学院生が所属する領域によって、知識科学、情報科学、マテリアルサイエンスのいずれかが授与される。
先端科学技術研究科（博士前期課程・後期課程）
- 先端科学技術専攻
  - 知識科学系
    - ヒューマンライフデザイン領域
    - 知識マネジメント領域

  - 情報科学系
    - セキュリティ・ネットワーク領域
    - 知能ロボティクス領域
    - ゲーム・エンターテインメント領域

  - マテリアルサイエンス系
    - 環境・エネルギー領域
    - 物質化学領域
    - 応用物理学領域
    - 生命機能工学領域
- 融合科学共同専攻（金沢大学との共同大学院）
  - 融合科学系

東京サテライトにて開講されている東京社会人コースには6つの各プログラムが設けられている。
- 東京社会人コース
  - 技術経営（MOT）プログラム（博士前期課程）
  - サービス経営（MOS）プログラム（博士前期課程）
  - loT・AIイノベーションプログラム（博士前期課程）
  - 先端知識科学プログラム（博士後期課程）
  - 先端情報科学プログラム（博士後期課程）
  - 価値創造実践プログラム（博士後期課程）

### 旧研究科・専攻・領域
知識科学研究科（博士前期課程・後期課程）
- 知識科学専攻[注 2]
  - 社会知識領域
  - 知識メディア領域
  - システム知識領域
  - サービス知識領域

情報科学研究科（博士前期課程・後期課程）
- 情報科学専攻[注 3]
  - 理論情報科学領域
  - 人間情報処理領域
  - 人工知能領域
  - 計算機システム・ネットワーク領域
  - ソフトウェア科学領域

マテリアルサイエンス研究科（博士前期課程・後期課程）
- マテリアルサイエンス専攻[注 4]
  - 物性解析・デバイス領域（物理系）
  - 物質デザイン・創出領域（化学系）
  - バイオ機能・組織化領域（バイオ系）

社会人コース
- 技術・サービス経営 (iMOST) コース（博士前期課程）- 知識科学研究科と情報科学研究科がそれぞれ募集[15]。知識科学研究科のコースには技術経営、医療サービスサイエンス、サービス経営の各分野があるが、情報科学研究科のコースはサービス経営のみ。
- 先端知識科学コース（博士後期課程）- 知識科学研究科が担当。
- 先端情報科学コース（博士前期・後期課程）- 情報科学研究科が担当。
- 先端ソフトウェア工学コース（博士後期課程）- 情報科学研究科が担当。

### 附属機関
- 附属図書館
- 産学連携本部
  - 産学官連携総合推進センター
  - 技術サービス部
- 情報社会基盤研究センター
- ナノマテリアルテクノロジーセンター
- 高信頼組込みシステム教育研究センター
- 保健管理センター
- JAISTギャラリー
- JAISTイノベーションプラザ

## 採択されたプログラム
- 21世紀COEプログラム
  - 「知識科学に基づく科学技術の創造と実践」（2003年度） - 知識科学研究科
  - 「検証進化可能電子社会」（2004年度） - 情報科学研究科
- 戦略的大学連携支援プログラム
  - 実践的な人材育成のための医療サービスサイエンス教育プログラムの開発
- 「アジア人財資金構想」高度専門留学生育成事業
  - 高信頼組込みシステム開発技術に関わる基盤的人材育成プログラム
- イノベーション創出若手研究人材養成
  - キャリア目標に応じた人材養成の戦略的展開
- 地域再生人材創出拠点の形成プログラム
  - 石川伝統工芸イノベータ養成ユニット
- 大学等産学官自立化促進プログラム
  - JAIST専門人材育成プログラム
- 先端研究施設共用イノベーション創出事業
  - 京都・先端ナノテク総合支援ネットワーク（京都大学、奈良先端科学技術大学院大学との連携事業。2012年3月末で終了し、後継のナノテクプラットフォーム事業へ移行）[16]

## 大学関係者や関係する組織

### 大学関係者組織
- 北陸先端科学技術大学院大学同窓会

## 施設

### 研究科棟

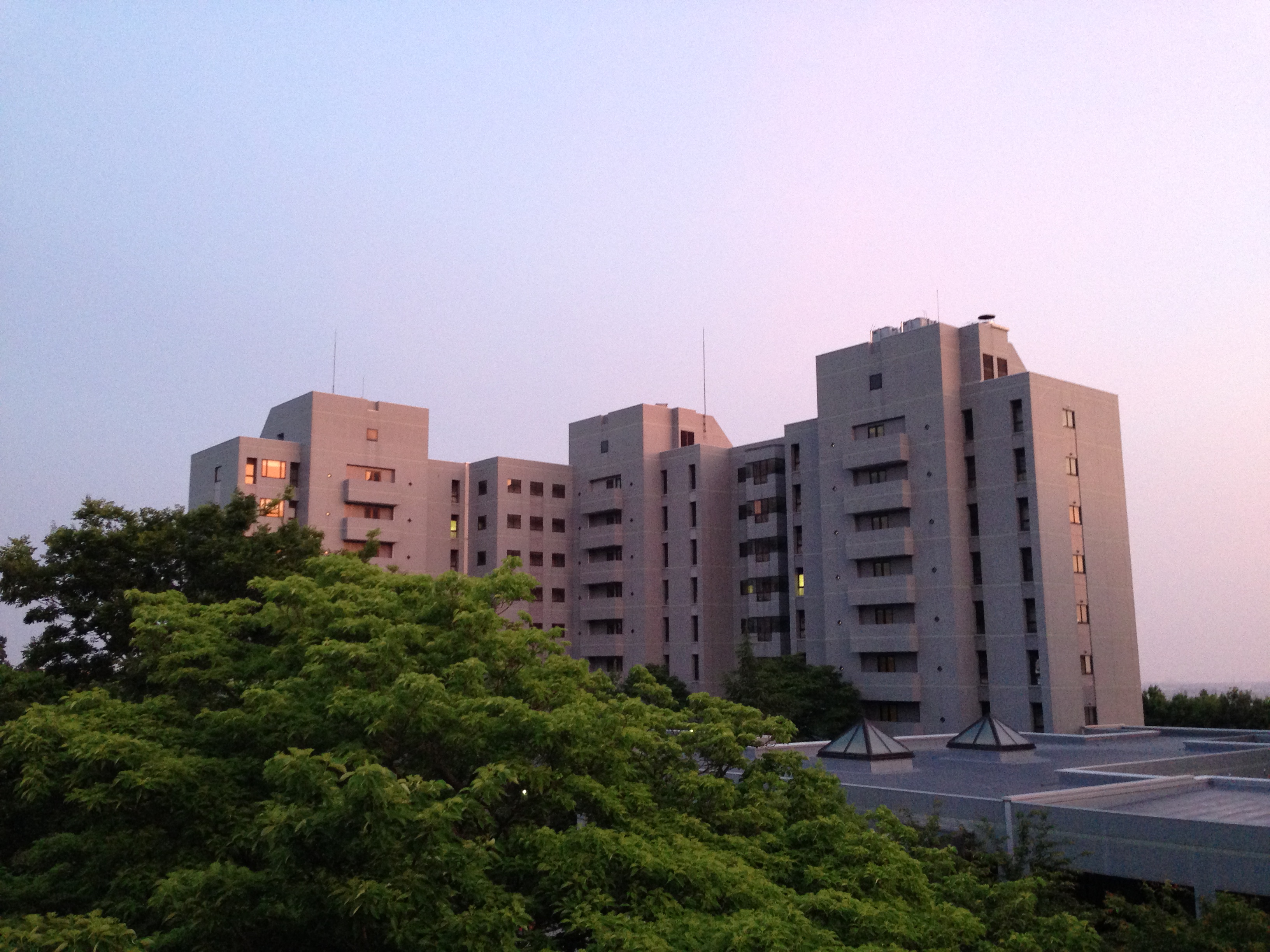
附属図書館3階から望む情報科学研究科棟

研究科棟には情報科学研究科棟、知識科学研究科棟、マテリアルサイエンス研究科棟の3棟が建設されている。

### 実験設備
全学共同利用コンピュータ施設として、大型電子計算機室を有するほか、スーパーコンピュータをはじめとする大型ワークステーション設備を有する。これらの設備は、学内において1Gbpsの回線帯域を持つEthernetによって接続されている。教員および学生はパスワードおよびIDが付与され、24時間利用が可能である。なお、大型ワークステーションによって、東アジアでは最大規模のRINGサーバやFTPサーバが運用されており、このサーバーにアクセスすることで研究用フリーソフトの入手が可能である。また、マテリアルサイエンス研究科では、国内の企業はもとより、特許庁などからも研究生を受け入れている。
JAISTと同じくスーパーコンピュータの拠点となっている旧帝大では6年周期でスーパーコンピュータが最新の物に更新されるが、JAISTの場合は4年周期で更新が行われ、他大学よりも新しいスーパーコンピュータを利用可能である。また、JAISTの研究者・学生、また日本全国の大学・研究機関や企業も遠隔操作で利用する大型ネットワーク実機実験設備である「StarBED」を同じ敷地内に保有している。このStarBEDでは1000台以上のラックマウントサーバーを用いて実機ベースのインターネット環境が再現されており、完全なソフトウェアベースのシミュレータでは殆ど不可能であった、ハードウェア面の制約や現実の環境における種々の外乱を考慮することが可能となっている。StarBEDはユーザーインターフェイスからオペレーティングシステムまで、ソフトウェア面は全てJAISTの研究者らにより開発されており、JAIST固有の設備であるといえる。

### サテライトキャンパス
東京サテライトでは技術経営(MOT)プログラム、サービス経営(MOS)プログラム、IoTイノベーションプログラム（いずれも博士前期課程）および先端知識科学プログラム、先端情報科学プログラム、価値創造実践プログラム（いずれも博士後期課程）の講義が主に行われる。サテライト講義は金沢市や富山市でも開講されている。

## 寄宿舎
キャンパス内にはエアコン、冷蔵庫を完備した学生寄宿舎があり、有償で提供されている。また、各居室は学内LANと接続されており、自室にいながら研究を行う体制が整っている。

## 活動
数は少ないものの、文化系・体育会系にわたりいくつかのサークルが立ち上がっており、研究の合間に学外の人々と交流を持ちながら活動が行われている。

## 対外関係

### 他大学との協定
- 放送大学[18]
- 北陸地区国立大学連合
- 大学コンソーシアム石川

### 海外協定校・機関

#### 国際交流協定
中華人民共和国
- 中国科学院数学・システム科学研究院
- 大連理工大学
- 清華大学
- 中国科学院化学研究所
- 浙江大学
- 中国科学院計算技術研究所
- 北京工業大学
- 大連大学
- 昆明理工大学
- 武漢理工大学
- 大連民族大学
- 西安電子科技大学
- 常州大学
- 大連工業大学
- 大連海事大学
- 中国科学院音響研究所
- 天津大学
- 北京大学
- 南京大学
- 上海交通大学電子情報・電気工学部
- 上海交通大学材料科学工学院
- ハルビン工業大学経営学部
- 河北工程大学
- 河北大学

大韓民国
- KAIST
- 韓国科学技術研究院
- 慶北大学校
- 釜山大学校
- 仁済大学校
- 忠南大学校
- 慶尚国立大学校
- 亜洲大学校
- 慶熙大学校
- 韓国化学研究院
- 光州科学技術院
- 漢陽大学校
- 全南大学校工科大学
- 培材大学校

台湾
- 国立台湾科技大学
- 国立成功大学
- 国立東華大学
- 国立雲林科技大学
- 国立曁南国際大学
- 国立台湾大学材料科学与工程学系
- 国立台南芸術大学
- 国立陽明交通大学

ベトナム
- ベトナム科学技術アカデミー (VAST)
- ハノイ理工科大学
- ベトナム国家大学ハノイ校
- ベトナム国家大学ホーチミン校
- フエ教育大学
- ダナン大学
- ハノイ交通通信大学
- ヴィエトチー工業大学
- 郵政電信工芸学院
- ハノイ師範大学
- レクイドン技術大学

タイ王国
- チュラーロンコーン大学
- タンマサート大学シリントン国際技術学部
- キングモンクット工科大学
- シルパコーン大学
- マヒドン大学
- タイ国立科学技術開発庁・タンマサート大学シリントン国際技術学部（タイ先端科学技術機関連合）
- ウィタヤシリメティー科学技術大学院大学

マレーシア
- マレーシア大学サラワク校
- マレーシア工科大学
- マラヤ大学
- マレーシア科学大学
- マレーシア国立大学
- テナガ・ナショナル大学
- ペトロナス工科大学
- マレーシアプトラ大学
- マレーシアマラッカ技術大学
- マラ工科大学
- マレーシアパハン大学

インドネシア
- バンドン工科大学
- スリウィジャヤ大学
- インドネシアコンピュータ大学
- インドネシア教育大学

バングラデシュ
- ラジシャヒ大学
- ダッカ大学

インド
- デリー大学
- インド工科大学ガンディナガール校
- インド工科大学マドラス校
- インド理科大学院大学
- ビヤニ大学グループ
- サティヤサイ大学

ミャンマー
- ヤンゴン情報技術大学

イギリス
- 王立研究所
- ハル大学
- サウサンプトン大学
- ヨーク大学電子工学部

ドイツ
- ウルム大学
- イルメナウ工科大学
- ユーリッヒ研究所
- ドレスデン工科大学電気工学・情報工学部
- ポツダム気候影響研究所
- デュースブルク・エッセン大学
- ルートヴィヒ・マクシミリアン大学ミュンヘン数学・情報学・統計学部

フランス
- パリ第9大学（パリ-ドフィーヌ大学）
- リヨン高等師範学校
- 国立工芸大学
- ナントデザイン大学
- ロレーヌ大学
- シグマ・クレルモン

オランダ
- ティルバーグ大学人文科学研究科

オーストリア
- 国際応用システム解析研究所
- インスブルック大学

イタリア
- ミラノ工科大学
- 認知科学技術研究所
- ジェノバ大学工学部

スロベニア
- ジョセフステファン研究所

フィンランド
- オウル大学
- ヘルシンキ大学化学部

スウェーデン
- ウプサラ大学情報技術学科・数学科

マルタ
- マルタ大学

チェコ
- カレロヴァ大学
- チェコ科学アカデミー情報理論・自動制御研究所
- チェコ科学アカデミー高分子化学研究所
- チェコ工科大学

ポーランド
- ヤギエオ大学
- 国立電気通信研究所

ルーマニア
- ルーマニアアカデミー数学研究所
- ブカレスト高等師範学校

ウクライナ
- ウクライナ科学アカデミーボゴリューボフ理論物理学研究所

ロシア
- ノボシビルスク大学
- ロシア科学アカデミーヨッフェ物理技術研究所
- イルクーツク国立工科大学
- ロシア科学アカデミー金属物理学研究所
- ロシア科学アカデミーエルショフ情報システム研究所
- カザン連邦大学

アメリカ合衆国
- カリフォルニア大学デーヴィス校
- ウィスコンシン大学ミルウォーキー校
- 南フロリダ大学

カナダ
- カールトン大学

チリ
- チリ大学

オーストラリア
- オーストラリア国立大学

南アフリカ共和国
- ウィットウォータースランド大学

#### 大学院国際共同教育プログラム協定
プログラム協定校で学びながら北陸先端科学技術大学院大学の学位が取得が可能とする協定。
ベトナム
- ベトナム国家大学ハノイ校
- ホーチミン市科学大学
- ホーチミン市工科大学
- ベトナム科学技術アカデミー情報技術研究所
- ハノイ工科大学
- ベトナム国家大学工科大学

#### デュアルディグリープログラム協定
北陸先端科学技術大学院大学およびプログラム協定校で教育研究指導を受けることにより、両大学院の学位を取得することが可能とする協定。
中華人民共和国
- 天津大学

インド
- デリー大学

タイ王国
- チュラーロンコーン大学
- アジア工科大学
- タンマサート大学

フィンランド
- オウル大学